# Багіянц Алла Миколаївна
Алла Миколаївна Багіянц (30 жовтня 1938, Харків, УРСР) — радянська трекова велогонщиця, чемпіонка чемпіонату світу зі спринту, призерка чемпіонатів СРСР та України, заслужений майстер спорту СРСР (1969).

## Біографія
Народилася 30 жовтня 1938 року в Харкові, там же і почала займатися велоспортом в «Динамо» в секції Олександра Чорного. Спочатку займалася шосейними велогонками під керівництвом Бориса Фурсенко, потім перейшла у трекові дисципліни. Після одруження у 1960 році тренувалась у свого чоловіка, заслуженого тренера СРСР Багіянца Альберта Олександровича. Закінчила Харківський педагогічний інститут.
У 1966, 1967 роках ставала бронзовою призеркою чемпіонату СРСР в спринті, а у 1968 році здобула бронзу в гіті на 500 м з місця.
Того ж 1968 року на чемпіонату світу з трекових велоперегонів в Римі Багіянц у боротьбі з одноклубницею Іриною Кириченко здобула золото в спринті. У 1969 році спортсменка стала чемпіонкою СРСР в командній гонці переслідування на 3 км.
В 1971 році Багіянц народила дочку, проте повернулась на трек. Хоча таких високих результатів спортсменка вже не показувала, проте змогла стати чемпіонкою України.
Після завершення спортивної кар'єри працює старшим лаборантом кафедра зимових видів спорту, велоспорту та туризму Харківської державної академії фізичної культури. У різні роки отримувала державну стипендію для видатних діячів фізичної культури і спорту.

## Статистика

### Трекові велоперегони
| Рік  | Змагання                                 | Місце проведення | Результат | Дисципліна |
| ---- | ---------------------------------------- | ---------------- | --------- | ---------- |
| 1968 | Чемпіонат світу з трекових велоперегонів | Рим, Італія      | 1         | Спринт     |